# ㅉ
ㅉ(표준어: 쌍지읒, 문화어: 된지읒)은 한글 낱자의 ㅈ을 어울러 쓴 것이다. 첫소리로만 쓰이고 끝소리로는 쓰이지 않는다.
훈민정음 초성 체계로는 전탁의 잇소리이다. 훈민정음 초성 체계에서 전탁의 각자 병서는 《동국정운》의 한자음 표기에 쓰였고, 훈민정음 창제 당시 한국어의 어두에서는 적어도 ㅈ의 된소리가 없었던 것으로 생각된다. ㅉ이 실제 쓰인 바가 없었다는 것이 이를 뒷받침한다.
현대 한국어에서는 된소리이다. ㅈ의 된소리를 표기하기로 정식으로 정한 때는 1933년에 제정한 한글 맞춤법 통일안이며, ‘쌍지읒’이라고 하는 이름도 이때 붙었다.
국제음성기호로는 표준어의 경우 [ t͡ɕ˭ ](남) 또는 [ t͡ɕ͈ ](남)로 나타내고, 문화어의 경우 [ t͡s˭ ](북) 또는 [ t͡s͈ ](북)로 나타낸다. 표준어에서는 ㅉ이 항상 구개음화되어 있지만 문화어에서는 그렇지 않다. 다만 표준어에서도 '짜'와 '쨔'가 구별이 되는데, 이는 억지로 조음하려다 후치경음이 되기 때문이다. 또한 표준어에서는 치경 파찰음과 치경구개 파찰음을 구별하지 않는다.
표준어
- 쩍 → [쩍] [ t͡ɕ˭ʌk̚ ]
- 살쪘다 → [살쪋따] [ sɑl.t͡ʃ˭jʌt̚.t˭ɑ. ]

문화어
- 쩍 → [쩍] [ t͡s˭ɔk̚ ]
- 살쪘다 → [살쪋따] [ sɑl.t͡ɕ˭ɔt̚.t˭ɑ. ]

## 코드 값
| 종류                  | 종류           | 글자 | 유니코드 | HTML     |
| --------------------- | -------------- | ---- | -------- | -------- |
| 한글 호환 자모        | 한글 호환 자모 | ㅉ   | U+3149   | &#12617; |
| 한글 자모 영역        | 첫소리         | ᄍᅠ   | U+110D   | &#4365;  |
| 한글 자모 영역        | 끝소리         | ᅟᅠퟹ   | U+D7F9   | &#55289; |
| 한양 사용자 정의 영역 | 첫소리         |   | U+F7EA   | &#63466; |
| 한양 사용자 정의 영역 | 끝소리         |   | U+F8E9   | &#63721; |
| 반각                  | 반각           | ﾹ    | U+FFB9   | &#65465; |

## 정보
| 자명 | 쌍지읒（남） 된지읒（북） |
| 발음 | 어두 : [ ˀt͡ɕ ], 어중 : [ ˀt͡ɕ ], 어말 : [ t ̚ ], 어두 구개음화 : [ ˀt͡ʃ ], 어중 구개음화 : [ ˀt͡ʃ ]（남） 어두 : [ ˀt͡s ], 어중 : [ ˀt͡s ], 어말 : [ t ̚ ], 어두 구개음화 : [ ˀt͡ɕ ], 어중 구개음화 : [ ˀt͡ɕ ]（북） |
| 이음 | 후행 자음이 평음일 경우 평음이 경음으로 된다. |